# 肖特蘭群島

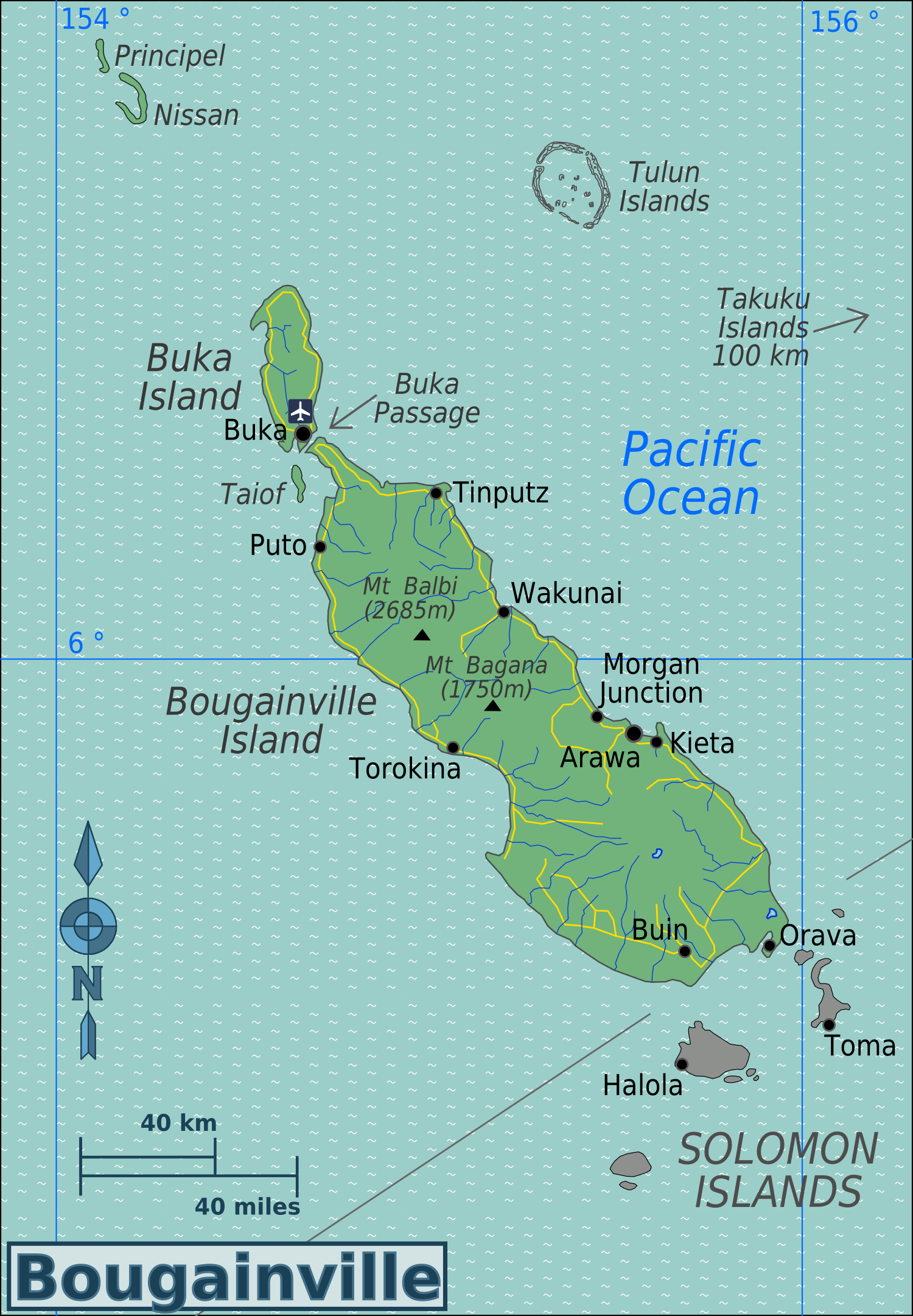
肖特蘭群島位於圖下方（灰色），毗鄰上方的布干維爾島

肖特蘭群島是太平洋所羅門群島的群島，由西部省管轄，座標6°55′S 155°53′E / 6.917°S 155.883°E，位於該國的西北端，毗鄰巴布亞新幾內亞布干維爾島，最大島嶼是肖特蘭島。
1900年前德國擁有肖特蘭群島的主權。